# بينغت إكلوند
بينغت إكلوند (بالسويدية: Bengt Eklund)‏ هو ممثل سويدي، ولد في 18 يناير 1925 في السويد، وتوفي بنفس المكان في 19 يناير 1998.

## أعمال

### أفلام
- (1968) العار

## وصلات خارجية
- بينغت إكلوند على موقع IMDb (الإنجليزية)
- بينغت إكلوند على موقع ألو سيني (الفرنسية)
- بينغت إكلوند على موقع أول موفي (الإنجليزية)
- بينغت إكلوند على موقع قاعدة بيانات الأفلام السويدية (السويدية)
- بينغت إكلوند على موقع قاعدة بيانات الفيلم (الإنجليزية)
- بينغت إكلوند على موقع كينوبويسك (الروسية)